# Groitzsch
Groitzsch är en stad (Kleinstadt) i distriktet (Landkreis) Leipzig i förbundslandet Sachsen.
Ortens borg, som numera är en ruin, och det tillhörande samhället nämns 1039 för första gången i en urkund (krönikan av klostret Pegau). Namnet kommer från det slaviska ordet Groisca för borg eller skans. Markgreve Wiprecht valde 1073 borgen som sitt säte och förbättrade fortifikationen. Året 1214 fick Groitzsch stadsrättigheter och staden utökas med ett vinkelrätt gatunät. Herresätet flyttas 1460 till Pegau och borgen börjar förfalla. Mellan 1732 och 1817 styrs staden av friherrarna från Schwendendorf och 1830 övergår staden i självstyre. Det aktuella rådhuset byggs 1890 och 1909 får Groitzsch järnvägsanslut.
Stadens landmärke är det 45 meter höga vattentornet från 1903/04 som är en stålskelettbyggnad. Tornet fick några lättare skador under andra världskriget och blev efteråt återställd.

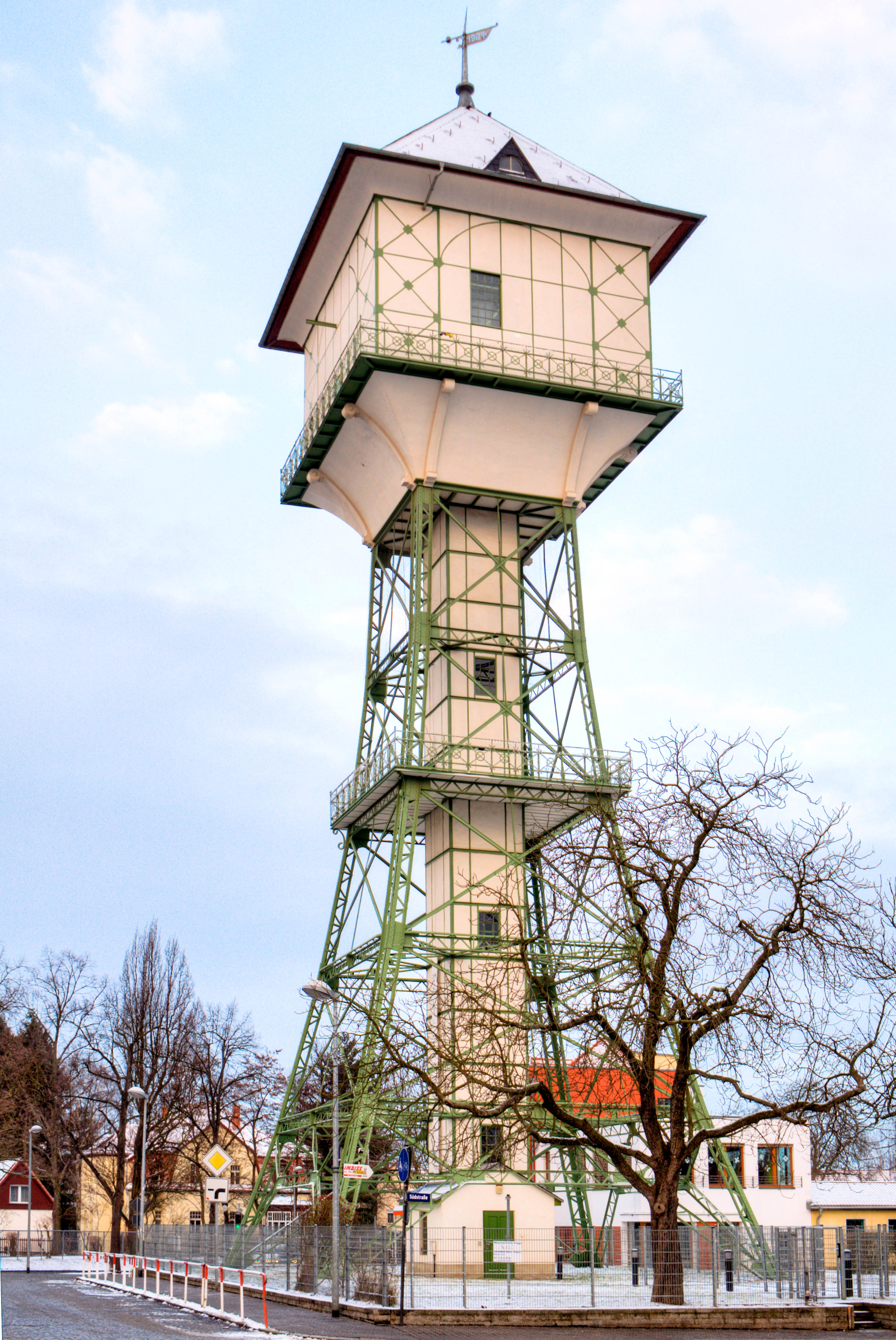
Vattentornet
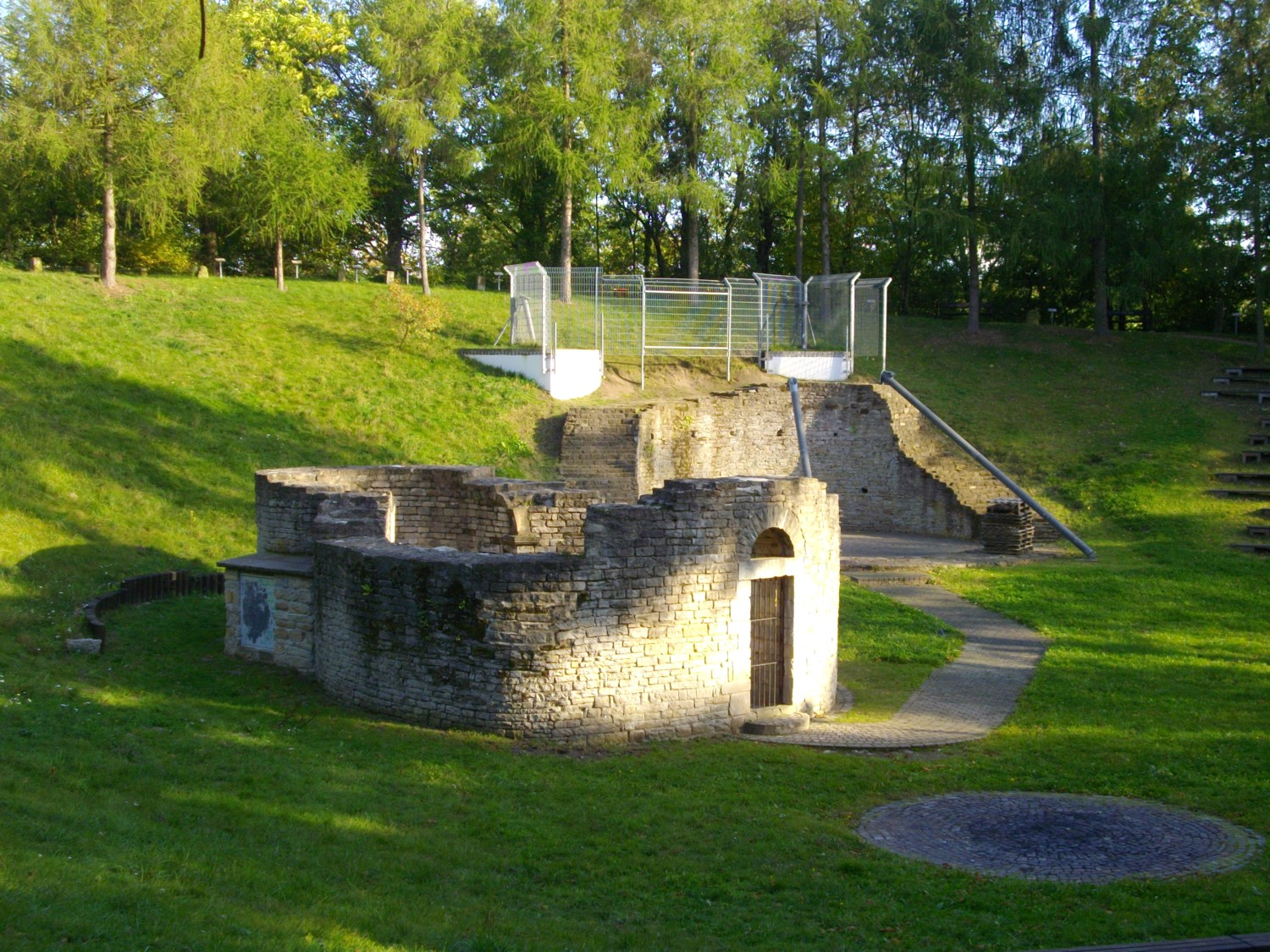
Borgruin
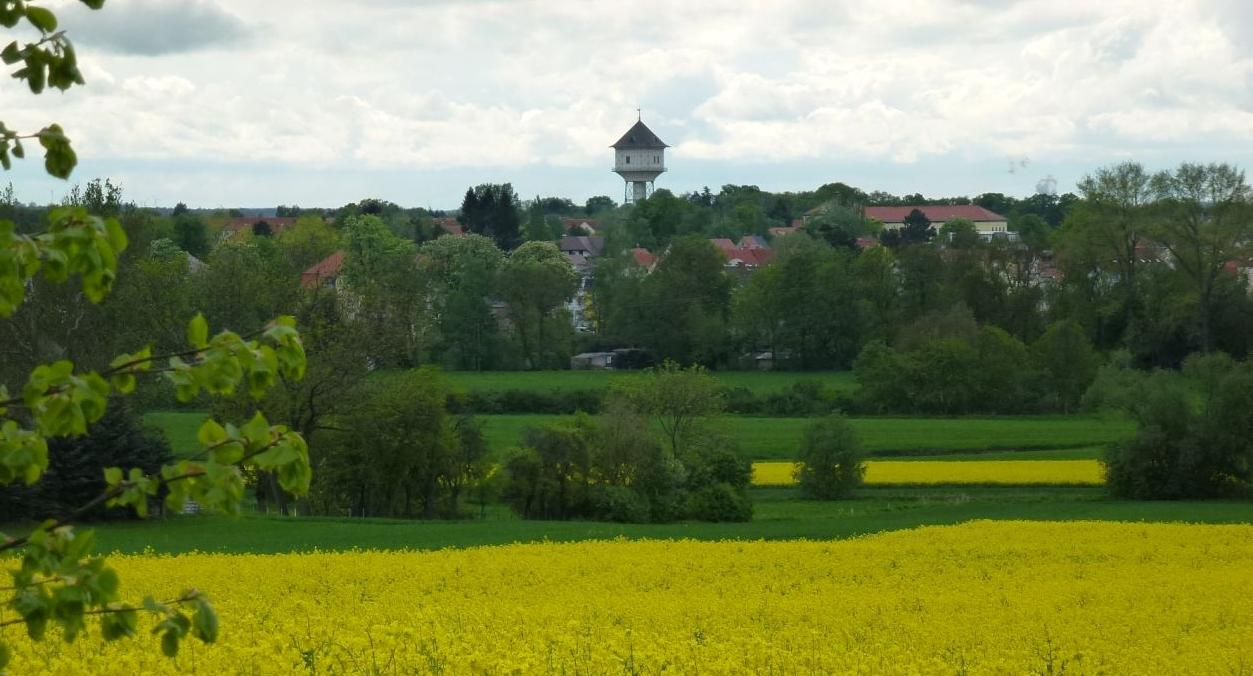
Vy mot staden